# Кутир-Наххунте III
Кутир-Наххунте III — царь Элама, правил приблизительно в 1155 — 1150 годах до н. э. Сын Шутрук-Наххунте I. Вместе со своим отцом ненадолго овладел Вавилоном и был поставлен там наместником, прежде чем взойти на престол на родине.

## Биография
Ещё будучи правителем Суз, Кутир-Наххунте приступил в столице царства к перестройке храма Иншушинака. В надписи того времени, в которой он величал себя лишь «любимым слугой» бога без упоминания какого-либо светского титула, он сообщает, что стены святыни были разрушены. Поэтому он распорядился полностью их снести и заменить кирпичными стенами. Эти новые стены Кутир-Наххунте велел украсить самобытными рельефами. Однако перестройка так и не была завершена при его жизни.
Около 1160 года до н. э. совместно со своим отцом совершил нападению на Вавилонию и после захвата страны был там поставлен наместником. Вавилонские хроники говорят о нём: «(Он), чьи преступления были даже больше, чем преступления его отцов, и его грехи были тяжелее их». Организовал своего рода постоянную оккупацию Вавилона, что привело к образованию нескольких очагов сопротивления под единым командованием Эллиль-надин-аххе, последнего царя касситской династии. После смерти отца в 1155 года до н. э. Кутир-Наххунте занял престол Элама. 
Кутир-Наххунте умер, вероятно, около 1150 года до н. э. О его смерти позднейшие вавилонские записи сообщают нечто ужасное: собственный его сын Хутелутуш-Иншушинак будто бы заколол своего отца железным кинжалом. Но это предание кажется маловероятным, ибо так называемого отцеубийцу его дядя (брат умершего), следующий царь Элама Шилхак-Иншушинак в течение всего длительного периода своего царствования держал возле себя в качестве правителя Суз. Именно этот дядя, царь Шилхак-Иншушинак, женился после смерти Кутир-Наххунте на его вдове Наххунте-Уту, то есть на матери так называемого отцеубийцы. Когда впоследствии Хутелутуш-Иншушинак сам наследовал трон, он с гордостью называл себя сыном и Кутир-Наххунте и Шилхак-Иншушинака. Можно, конечно, принять высказывания в надписях за верх ханжеского бесстыдства, однако всё же более вероятно, что Кутир-Наххунте умер естественной смертью.
| Шутрукиды                         |                                     |                            |
| Предшественник: Шутрук-Наххунте I | царь Элама ок. 1155 — 1150 до н. э. | Преемник: Шилхак-Иншушинак |